# Vincenzo Indelli
Vincenzo Indelli (Oliveto Citra, 29 settembre 1908 – 4 febbraio 2000) è stato un politico e medico italiano.

## Biografia
Medico odontoiatra, impegnato in politica con la Democrazia Cristiana. Fu sindaco di Oliveto Citra dal 1945 al 1946 e poi Senatore della Repubblica dal 15 dicembre 1959 al 24 maggio 1972 nella III, IV e V Legislatura. Ricoprì anche un incarico di governo come Sottosegretario di Stato per l'agricoltura e le foreste dal 26 giugno 1968 all'11 dicembre 1968 nel governo Leone II. 
Morì il 4 febbraio del 2000, all'età di 91 anni.
Era il padre di Enrico Indelli, deputato della XII legislatura.